# أشك (ستي فاطمة)
أشك هي إحدى مشيخات المملكة المغربية، تتبع جغرافيا لإقليم الحوز وإداريًا لستي فاطمة. يقدر عدد سكانها بـ 4376 نسمة حسب الإحصاء الرسمي للسكان والسكنى لسنة 2004.